# Tell Me More
Tell Me More ist ein Lied des aserbaidschanischen Duos TuralTuranX. Mit dem Titel vertraten sie Aserbaidschan beim Eurovision Song Contest 2023 in Liverpool.

## Hintergrund
Der Song wurde von Nihad Aliyev, Tunar Taghiyev, Tural Bağmanov und Turan Bağmanov geschrieben. Es handelt sich um einen Midtempo-Pop-Rock-Song mit Einflüssen aus dem Singer-Songwriter-Genre. Streckenweise wird in den Strophen des Songs auch gerappt. Vor einer Bridge gibt es zudem ein E-Gitarrensolo. Es handelt sich um den ersten Beitrag Aserbaidschans seit 2008, bei dem die Produktion tatsächlich in Aserbaidschan stattfand. Im Songtext geht es darum, dass sich die Protagonisten wünschen zu wissen, wie eine andere Person tatsächlich über sie denkt. Er stellt somit eine Einladung dar, Gefühle offen zu zeigen.
Der Song wurde am 13. März 2023 veröffentlicht. Der Titel wurde vom übertragenden Fernsehsender İctimai intern ausgewählt. Am Schluss der Vorauswahl waren noch fünf andere Bands und Künstler im Rennen, gegen die sich das Duo durchsetzte.

## Beim Eurovision Song Contest
Aserbaidschan nahm mit dem Titel am 67. Eurovision Song Contest teil, der vom 9. bis 13. Mai 2023 stattfand. Tell Me More wurde dem ersten Halbfinale zugelost und startete dort an zwölfter Stelle der 15 Teilnehmer. Mit nur 4 Punkten verpassten sie jedoch den Einzug ins Finale und erreichten nur den 14. Platz im Halbfinale.